# Lutas nos Jogos da Commonwealth de 2014
As lutas nos Jogos da Commonwealth de 2014 foram realizadas em Glasgow, na Escócia, entre 29 e 31 de julho. Quatorze eventos foram disputados no Scottish Exhibition and Conference Centre, todos de luta livre, após a luta greco-romana ter sido removida do programa.

## Medalhistas

### Luta livre
Masculino
| Evento     | Ouro                        | Prata                          | Bronze                                                      |
| Até 57 kg  | Amit Kumar IND Índia        | Ebikweminmo Welson NGR Nigéria | Azhar Hussain PAK Paquistão Craig Pilling WAL País de Gales |
| Até 61 kg  | David Tremblay CAN Canadá   | Bajrang Bajrang IND Índia      | Amas Daniel NGR Nigéria Viorel Etko SCO Escócia             |
| Até 65 kg  | Yogeshwar Dutt IND Índia    | Jevon Balfour CAN Canadá       | Sampson Clarkson NGR Nigéria Alex Gladkov SCO Escócia       |
| Até 74 kg  | Sushil Kumar IND Índia      | Qamar Abbas PAK Paquistão      | Mike Grundy ENG Inglaterra Melvin Bibo NGR Nigéria          |
| Até 86 kg  | Tamerlan Tagziev CAN Canadá | Andrew Dick NGR Nigéria        | Pawan Kumar IND Índia Armando Hietbrink RSA África do Sul   |
| Até 97 kg  | Arjun Gill CAN Canadá       | Satywart Kadian IND Índia      | Leon Rattigan ENG Inglaterra Sam Belkin NZL Nova Zelândia   |
| Até 125 kg | Korey Jarvis CAN Canadá     | Rajeev Tomar IND Índia         | Chinu Xxx ENG Inglaterra Sinivie Boltic NGR Nigéria         |

Feminino
| Evento    | Ouro                           | Prata                          | Bronze                                                             |
| Até 48 kg | Vinesh Phogat IND Índia        | Yana Rattigan ENG Inglaterra   | Jasmine Mian CAN Canadá Rebecca Muambo CMR Camarões                |
| Até 53 kg | Odunayo Adekuoroye NGR Nigéria | Lalita Lalita IND Índia        | Jill Gallays CAN Canadá Mpho Madi RSA África do Sul                |
| Até 55 kg | Babita Kumari IND Índia        | Brittanee Laverdure CAN Canadá | Louisa Porogovska ENG Inglaterra Ifeoma Nwoye NGR Nigéria          |
| Até 58 kg | Aminat Adeniyi NGR Nigéria     | Sakshi Malik IND Índia         | Braxton Rei Stone CAN Canadá Tayla Ford NZL Nova Zelândia          |
| Até 63 kg | Danielle Lappage CAN Canadá    | Geetika Jakhar IND Índia       | Blandine Metala Epanga CMR Camarões Blessing Oborududu NGR Nigéria |
| Até 69 kg | Dori Yeats CAN Canadá          | Angele Tomo CMR Camarões       | Navjot Kaur IND Índia Hannah Rueben NGR Nigéria                    |
| Até 75 kg | Erica Wiebe CAN Canadá         | Annabelle Ali CMR Camarões     | Blessing Onyebuchi NGR Nigéria                                     |

* Apenas uma medalha de bronze foi entregue no evento dos 75 kg feminino pois apenas cinco lutadoras participaram.

## Quadro de medalhas
| Ordem | País          | Medalha de ouro | Medalha de prata | Medalha de bronze | Total |
| ----- | ------------- | --------------- | ---------------- | ----------------- | ----- |
| 1     | Canadá        | 7               | 2                | 3                 | 12    |
| 2     | Índia         | 5               | 6                | 2                 | 13    |
| 3     | Nigéria       | 2               | 2                | 8                 | 12    |
| 4     | Camarões      |                 | 2                | 2                 | 4     |
| 5     | Inglaterra    |                 | 1                | 4                 | 5     |
| 6     | Paquistão     |                 | 1                | 1                 | 2     |
| 7     | Nova Zelândia |                 |                  | 2                 | 2     |
|       | África do Sul |                 |                  | 2                 | 2     |
|       | Escócia       |                 |                  | 2                 | 2     |
| 10    | País de Gales |                 |                  | 1                 | 1     |
| TOTAL | TOTAL         | 14              | 14               | 27                | 55    |